# Isla de la Cartuja

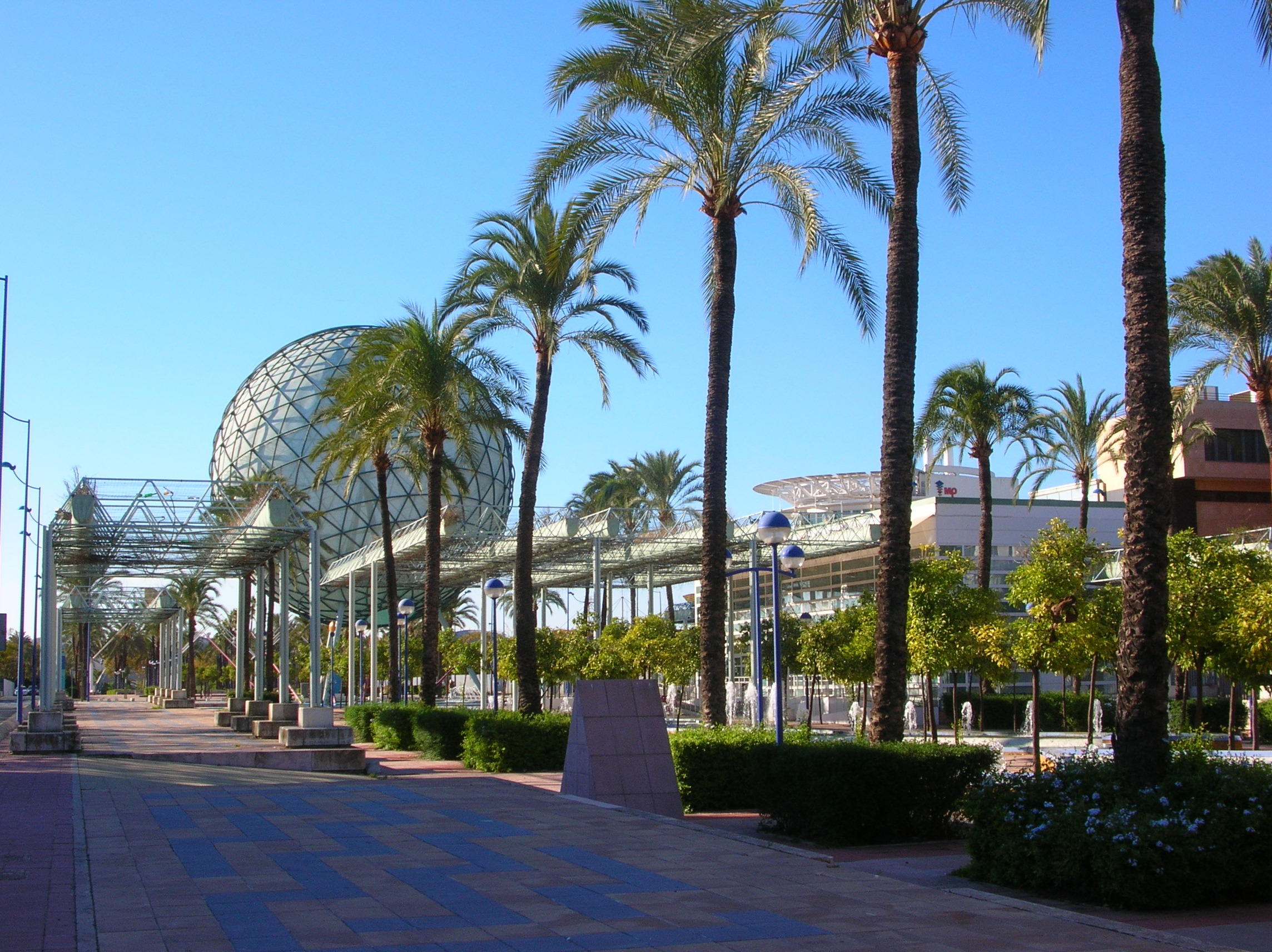
Esfera Bioclimática en la isla de la Cartuja.

La isla de la Cartuja es un terreno de la ciudad de Sevilla, compartido con el municipio cercano de Santiponce, situado entre dos brazos del río Guadalquivir, uno río vivo y el otro una dársena. Se entiende que la isla comienza en el puente del Cristo de la Expiración, lugar donde se produce una estrechez de terreno entre los dos brazos del río, y termina en la Ronda Supernorte, zona perteneciente a Santiponce, donde finaliza la dársena del Guadalquivir. Pertenece al distrito de Triana.

## Nombre

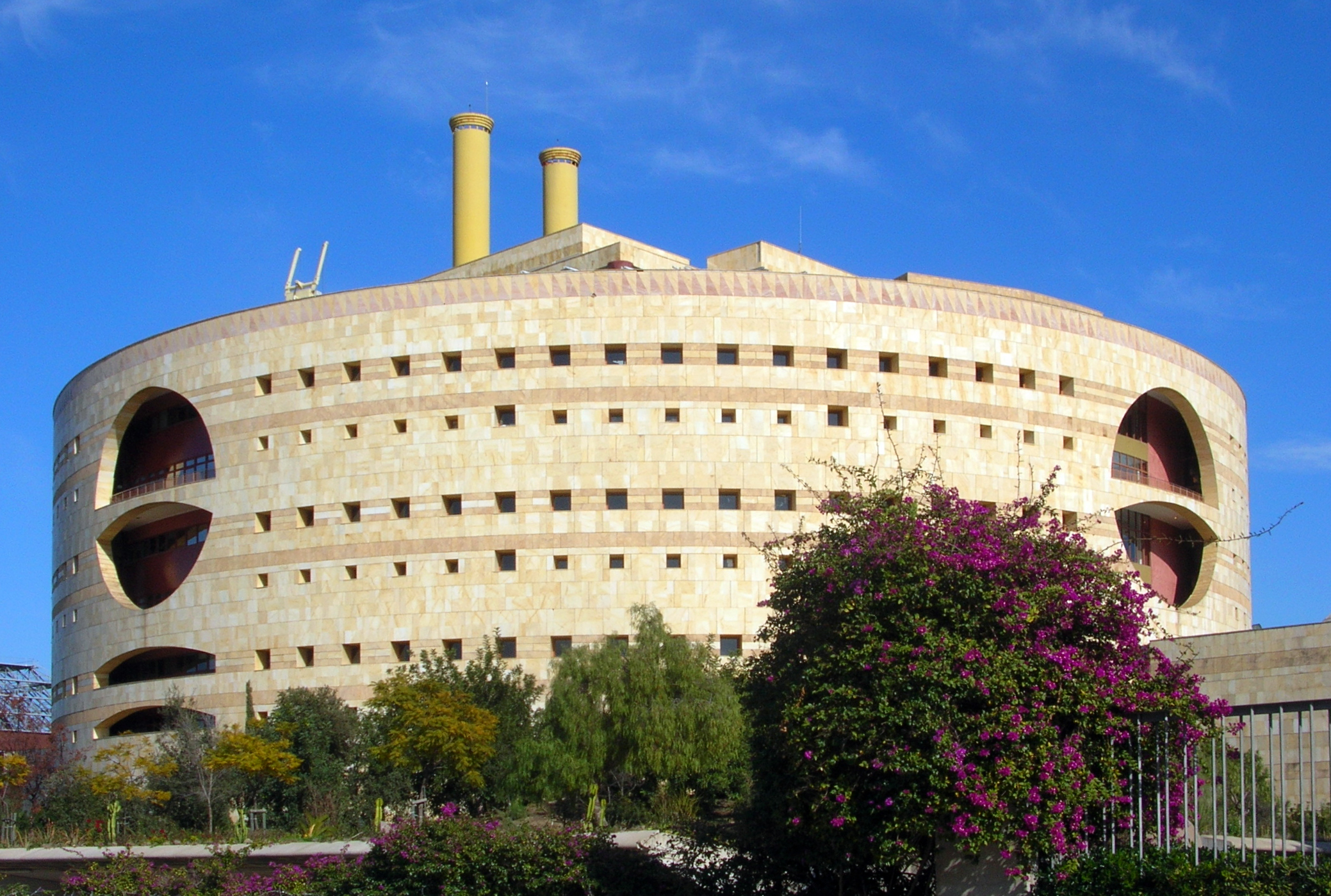
La torre Triana, sede de administraciones de la Junta de Andalucía. Finalizado en 1993.

Técnicamente no es una isla, ya que no se encuentra completamente rodeada de agua. No obstante, las modificaciones en el cauce del Guadalquivir hicieron que, tras la corta de la Cartuja, esta zona pasara a estar bordeada por la dársena y el río y de ahí su actual nombre. 
En la parte oriental se encuentra la dársena del Guadalquivir y en la parte occidental se encuentra el río vivo Guadalquivir, quedando el norte libre de agua. Sin embargo, la isla está dividida en el norte por la autopista N-20, conocida como la Ronda Supernorte, y por el ferrocarril, por lo que en la práctica solo se puede acceder a la isla por los puentes construidos en la dársena y en el río vivo, así como por un camino peatonal habilitado al norte del parque de San Jerónimo que comunica, por encima del final de la dársena, con el parque del Alamillo. Tiene unos 4 kilómetros de largo por 1,70 de ancho en su parte más ancha y unos 800 metros en su parte más estrecha.
El nombre "de la Cartuja" le viene dado por el antiguo monasterio cartujo de Santa María de las Cuevas (la Cartuja de Sevilla), que se encuentra situado en su zona sur.

## Urbanismo
Con anterioridad a las obras para la realización de la Expo de 1992 la dársena del río, llamada "de Alfonso XIII", finalizaba en Chapina, junto al actual puente del Cristo de la Expiración, construido también para la Expo. En esas obras se amplía la dársena 4 kilómetros hacia el norte y esos cuatro kilómetros se llamarían dársena del Guadalquivir. A veces ambos nombres son usados para referirse a la parte sur de la dársena que, técnicamente, sigue llamándose dársena de Alfonso XIII. 
El remo es un deporte bastante frecuente en la dársena, y es por esto que la Junta de Andalucía puso en la Cartuja el Centro Especializado de Alto Rendimiento de Remo y Piragüismo en 1989.
La isla de la Cartuja carece de viviendas, aunque se pensó en 2004 en construirlas, pero el proyecto parece abandonado. Sin embargo, sí existen bares, discotecas y restaurantes, así como un hotel de cinco estrellas, el Barceló Renacimiento.
El desarrollo urbanístico de esa zona era nulo, exceptuando el monasterio de la Cartuja, hasta los años 80, cuando empezó a construirse el macro-complejo de la Exposición de 1992. En la Sevilla posterior a la exposición, una parte de ese complejo se convirtió en el Parque Científico Tecnológico Cartuja, gestionado por la sociedad anónima Cartuja 93 y otra parte en el parque de atracciones temático Isla Mágica. Próximo al parque tecnológico se encuentran también algunas facultades de la Universidad de Sevilla. En 1993 se finalizó el edificio torre Triana, que concentra muchas de las oficinas de la Junta de Andalucía.
Como zonas verdes, desde 1993 cuenta con el parque del Alamillo, que comunica con el parque de San Jerónimo por una pasarela sobre la dársena del Guadalquivir, construida en 2011, y por el camino al norte sobre la dársena ya citado.
Posteriormente, fue construido el estadio olímpico. La zona cuenta, pues, con dos estaciones de ferrocarril, una a la altura del estadio olímpico y otra a la altura del parque tecnológico. Además, a la zona le dan servicio varias líneas de autobús de TUSSAM.  Se desea ampliar el ferrocarril hacia el sur para que llegue a la estación de metro de Blas Infante, pasando por las inmediaciones de torre Triana y de la torre Sevilla.
En la parte que se encuentra más al sur, dividida de las viviendas de Triana por la calle Odiel, se encuentran torre Triana y la torre Sevilla.

## Historia

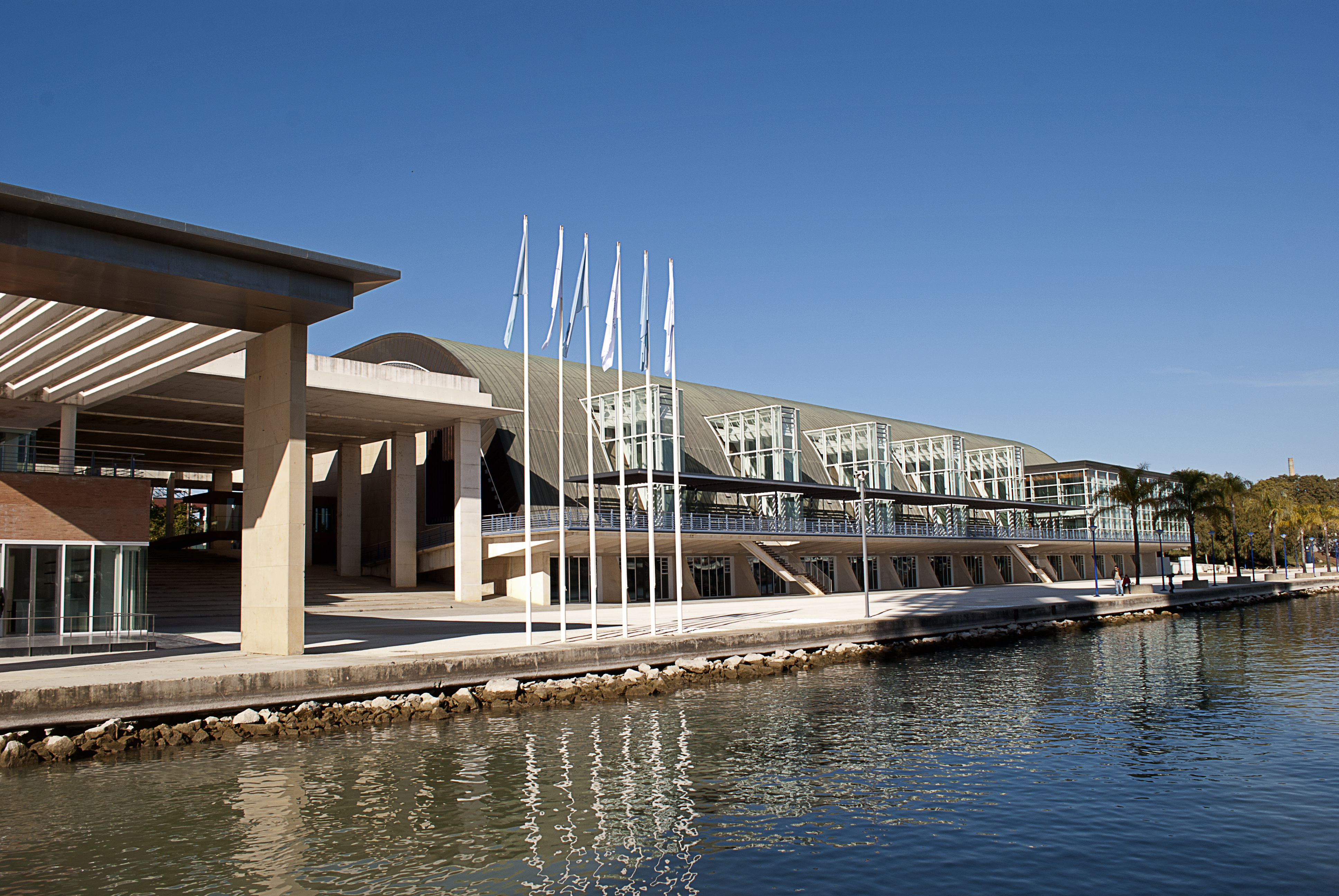
Pabellón de la Navegación en 2012.

En el 1400 se fundó en esa zona el monasterio de Santa María de las Cuevas, de la orden de los cartujos, más conocido como monasterio de la Cartuja, que fue lugar de residencia y primer enterramiento de Cristóbal Colón. Con la desamortización, en el siglo XIX el monasterio pasó a manos privadas y se convirtió en la fábrica de porcelana y loza La Cartuja de Sevilla-Pickman. 
El 1971 el Plan ACTUR planeó en la isla la realización de 30 000 viviendas, pero el proyecto no se llevó a cabo. En 1980 Manuel Prado y Colón de Carvajal llega a Sevilla con el encargo personal de Juan Carlos I de impulsar una Exposición Universal para contrarrestar a la muestra que se creía que tendría lugar en Chicago para conmemorar el V Centenario del Descubrimiento de América. Se le ofrecieron dos terrenos: una zona junto al Aeropuerto de San Pablo, donde posteriormente se construiría el Palacio de Exposiciones y Congresos de Fibes, y el entorno de la Cartuja, donde solamente se encontraba el monasterio.
La Exposición Universal de 1992 urbanizó esa zona de la forma que hemos comentado, con pabellones de países y otras instalaciones, y se dotó de infraestructuras el entorno, que luego serían aprovechadas por el Parque Científico Tecnológico e Isla Mágica. Torre Triana no fue inaugurada hasta 1993, así como el parque del Alamillo, y el estadio olímpico fue inaugurado en 1999, acogiendo los mundiales de atletismo. En la actualidad, el estadio también ha acogido dos celebraciones de la copa Davis y numerosos conciertos de personalidades como Bruce Springsteen, AC/DC o Madonna.
Sobre el parque del Alamillo, se conoce que ya en el siglo XVII existía una zona en Sevilla llamada El Alamillo mencionada incluso por Miguel de Cervantes en su obra El rufián dichoso, publicada en 1615, y lo más probable es que se corresponda con ese lugar.
Como espacios culturales, cuenta con el pabellón de la Navegación y el CaixaForum. También tiene un espacio escénico, el auditorio municipal Rocío Jurado, donde durante la Expo 92 tuvo lugar un prestigioso espectáculo de copla con algunas de las mejores artistas del momento. Fue bautizado así en 2006, cuando el Ayuntamiento adquirió la propiedad del inmueble.

## Acceso
El acceso por carretera se puede realizar por:
- Accesos desde la ciudad de Sevilla:
  - Puente del Alamillo
  - Puente de la Barqueta
  - Pasarela de la Cartuja
  - Puente del Cristo de la Expiración
- Accesos desde el Aljarafe:
  - SE-30

La isla también tiene una estación de tren propia:
- Estación de la Cartuja